# Thorsten Pech

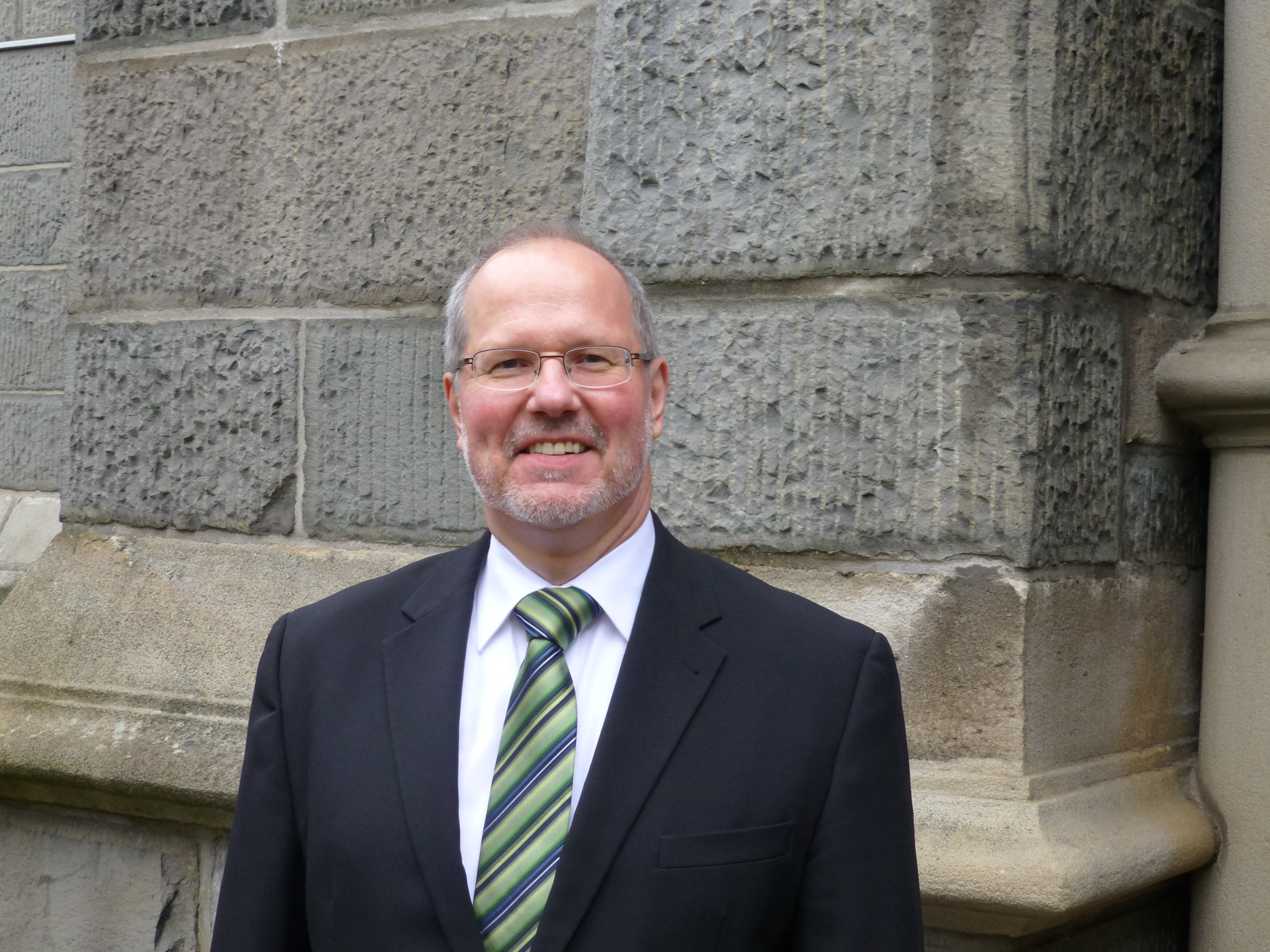
Thorsten Pech vor der Elberfelder Friedhofskirche

Thorsten Pech (* 3. November 1960 in Wuppertal) ist ein deutscher Kirchenmusiker, Konzertorganist  und  Dirigent

## Leben
Pech studierte von 1976 bis 1980 evangelische Kirchenmusik (B-Examen) an der Robert Schumann Hochschule Düsseldorf bei Hanns-Alfons Siegel (Orgel), Alberte Brun (Klavier), Hartmut Schmidt (Chorleitung). Nach seinem Aufbaustudium im Fach Orgel und der Teilnahme an diversen Meisterkursen (u. a. Daniel Roth, Anton Heiller) absolvierte er 1983 seine künstlerische Reifeprüfung bei Hans-Dieter Möller. Sein Dirigierstudium in Wien bei Julius Kalmar schloss Pech 1985 mit dem Diplom ab.
Seit 1977 ist er als Kantor und Organist tätig, zunächst in Düsseldorf, seit 1997 in Wuppertal-Elberfeld an der Kirche am Kolk und der Friedhofskirche,  seit 2016 als hauptamtlicher Kantor an den genannten Kirchen.  1992 nahm Pech zudem eine freiberufliche Tätigkeit als Konzertorganist und Dirigent auf, die ihn durch zahlreiche Konzertverpflichtungen ins In- und Ausland führt.
Von 1989 bis Juni 2021 war er künstlerischer Leiter des Bachverein Düsseldorf, 2003 übernahm er die Leitung als Dirigent des Konzertchores der Kulturgemeinde Volksbühne Wuppertal, jetzt Konzertchor Wuppertal. 1998 wurde ihm der Titel Musikdirektor durch den Fachverband Deutscher Berufschorleiter verliehen. 2016 war er Preisträger der Enno und Christa Springmann-Stiftung. Am 1. Juni 2025 wurde Thorsten Pech in den Ruhestand verabschiedet.

## Tondokumente (Auszug)
- Soli Deo Gloria: Bachverein Düsseldorf und Thorsten Pech (Leitung und Orgel)[5]
- Orgelwanderung durch Elberfeld – Thorsten Pech spielt an den Orgeln der Friedhofskirche (Sauer), Kreuzkirche (Beckerath), Auferstehungskirche (Peter) und Kolk (Klais)[6]
- Die Klais-Orgel der Alten luth. Kirche am Kolk, Wuppertal-Elberfeld: Thorsten Pech (Orgel)
- Die heitere Orgel – Thorsten Pech spielt an der Klais/Sauer-Orgel der Herz-Jesu-Kirche Wuppertal
- Josef Gabriel Rheinberger – Das Orgelwerk – Thorsten Pech spielt an der Klais/Sauer-Orgel der Herz-Jesu-Kirche Wuppertal
- Bach trifft … auf europäische Musiktraditionen: Uwe Komischke (Trompete) und Thorsten Pech (Orgel)
- Romantische Impressionen: Uwe Komischke (Trompete) und Thorsten Pech (Orgel)
- Musik und Meditation im Jahreskreis der Kirche: Uwe Komischke (Trompete) und Thorsten Pech (Orgel) im Kloster Huysburg
- Musik in der Kulturhauptstadt Weimar: Uwe Komischke (Trompete), Weimarer Bach-Trompeten-Ensemble und Thorsten Pech (Orgel)
- Trompete und Orgel in der Bergkirche Schleiz: Uwe Komischke (Trompete) und Thorsten Pech (Orgel)
- Meisterwerke Trompete und Orgel in der Christuskirche Schwelm: Uwe Komischke (Trompete) und Thorsten Pech (Orgel)
- The Cathedral: Uwe Komischke (Trompete), Weimarer Bach-Trompeten-Ensemble und Thorsten Pech (Orgel)
- Trompete und Orgel an der Klais-Orgel der Pfarrkirche Bonn-Endenich: Uwe Komischke (Trompete) und Thorsten Pech (Orgel)
- Festliche Bläsermusiken für die Dresdner Frauenkirche: Uwe Komischke (Trompete), Weimarer Bach-Trompeten-Ensemble und Thorsten Pech (Orgel)
- In dir ist Freude: Uwe Komischke (Trompete) und Thorsten Pech (Orgel) in der Christuskirche Schwelm

## Kompositionen (Auszug)

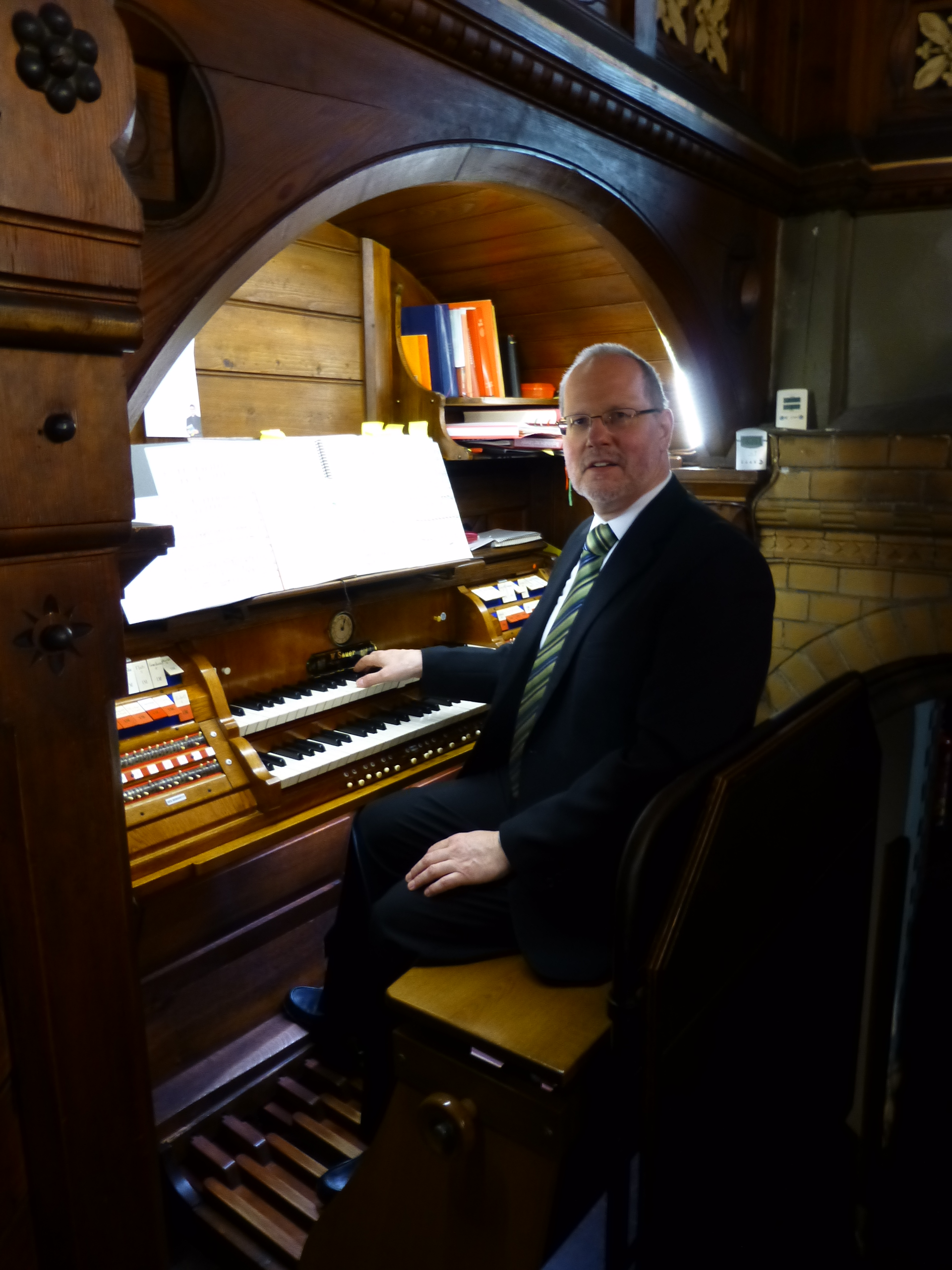
Thorsten Pech an der Sauer-Orgel der Elberfelder Friedhofskirche

- Elegie über ein österliches Thema Christ ist erstanden für Corno da caccia und Orgel (UA 1998, Wuppertal)[7]
- Dresden-Fanfare für 5 Trompeten, 2 Corni da caccia, Pauken und Orgel (komponiert zum Wiederaufbau der Dresdner Frauenkirche, UA 1999, Dresden)[8]
- Intrada und Choral Sonne der Gerechtigkeit für Blechbläserensemble (UA 2000, Wuppertal)
- Rhythm für Blechbläserensemble (UA 2000, Wuppertal)
- Römische Messe für 4–8 Männerstimmen (UA 2000, Rom, Petersdom)
- Hommage à B-A-C-H für Trompete und Orgel (UA 2001, Wilhelmshaven)
- Schwedische Nacht für Corno da caccia / Trompete und Orgel unter Verwendung trad. schwedischer Volksmelodien (UA 2001, Neukloster/MV)
- Romantische Weihnachtssuite über finnische Weihnachtslieder für Corno da caccia und Orgel (UA 2002, Wuppertal)
- Evocation für Trompete und Orgel, unter Verwendung des Liedes Wir sind nur Gast auf Erden (UA 2002, Wuppertal)
- Messe für Männerstimmen und Orgel (UA 2002, Wien, Votivkirche)
- Fantasia pro pace (Fantasie für den Frieden) für Trompete / Corno da caccia und Orgel unter Verwendung der Choräle Von guten Mächten und Ein feste Burg (UA 2003, Wuppertal)
- Romantische Fantasie B-R-U-C-K-N-E-R über Motive aus Werken von Anton Bruckner; in memoriam Sergiu Celibidache, für 4 Trompeten, Corno da caccia, Pauken und Orgel (UA 2003, Weimar, Herderkirche)
- Variationen über den Hymnus Veni creator spiritus (UA 2003, Düsseldorf)
- Meditation in Tempore Pentecoste für Corno da caccia und Orgel unter Verwendung der Pfingstchoräle Heilger Geist, du Tröster und Komm, heiliger Geist (UA 2004, Wuppertal)
- The Cathedral unter Verwendung eines engl. Traditionals (UA 2004, Bonn)
- In the Highland für Trompete / Corno da caccia und Orgel unter Verwendung trad. englischer und schottischer Hochland-Melodien (UA 2005, Wuppertal)
- Passio Jesu Christi für Trompete und Orgel unter Verwendung des Chorals O Traurigkeit, o Herzeleid (UA 2005, Viersen)
- Méditation romantique e Chorale festive mit dem Choral Lobe den Herren, den mächtigen König, für Trompete (Corno da caccia ad lib.) und Orgel (UA 2005, Wuppertal)
- Japanische Gärten für 2 Trompeten (2 Corni da caccia) und Orgel unter Verwendung trad. japanischer Melodien und Themen (UA 2005, Wuppertal)
- W-A-G-N-E-R-Paraphrase über Motive aus Opern Richard Wagners für 4 Trompeten, Corno da caccia, Pauken (Becken, Röhrenglocken ad lib.) und Orgel (UA 2007, Weimar, Herderkirche)
- Prière (Gebet) für Corno da caccia und Orgel über die Gedanken des 121. Psalms und unter Verwendung des Chorals Mein schönste Zier und Kleinod bist (UA 2010, Wuppertal)